# ArcelorMittal

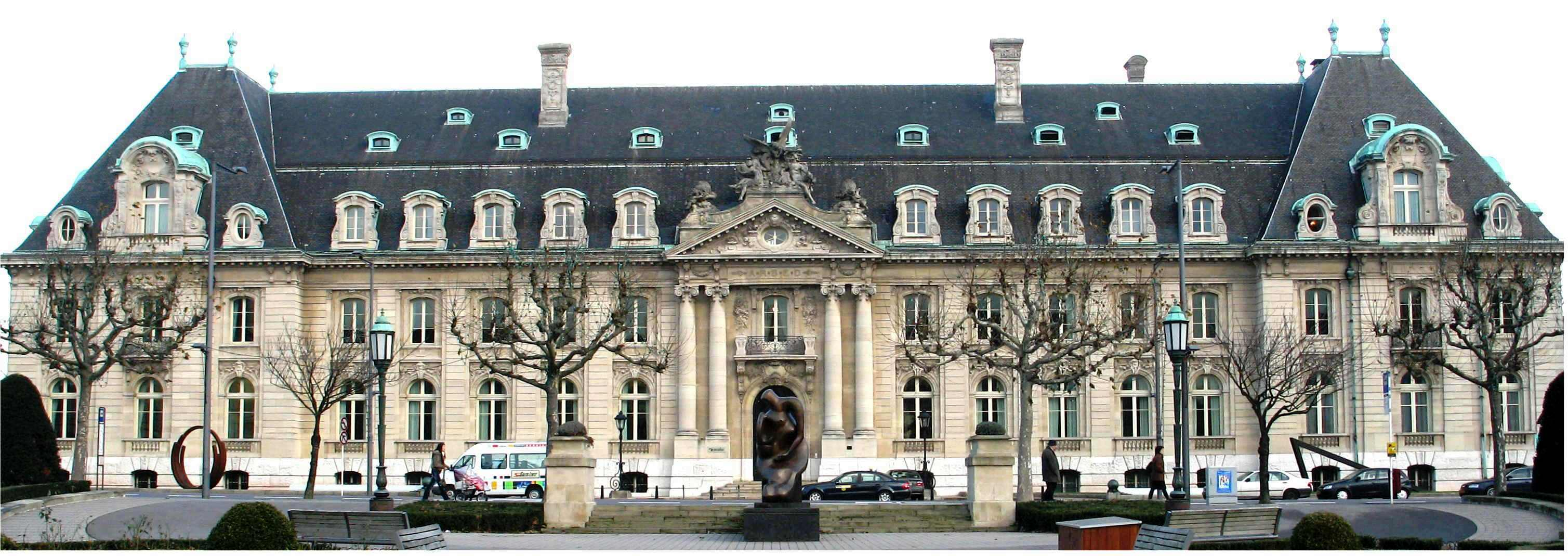
Historischer Verwaltungssitz in Luxemburg-Stadt

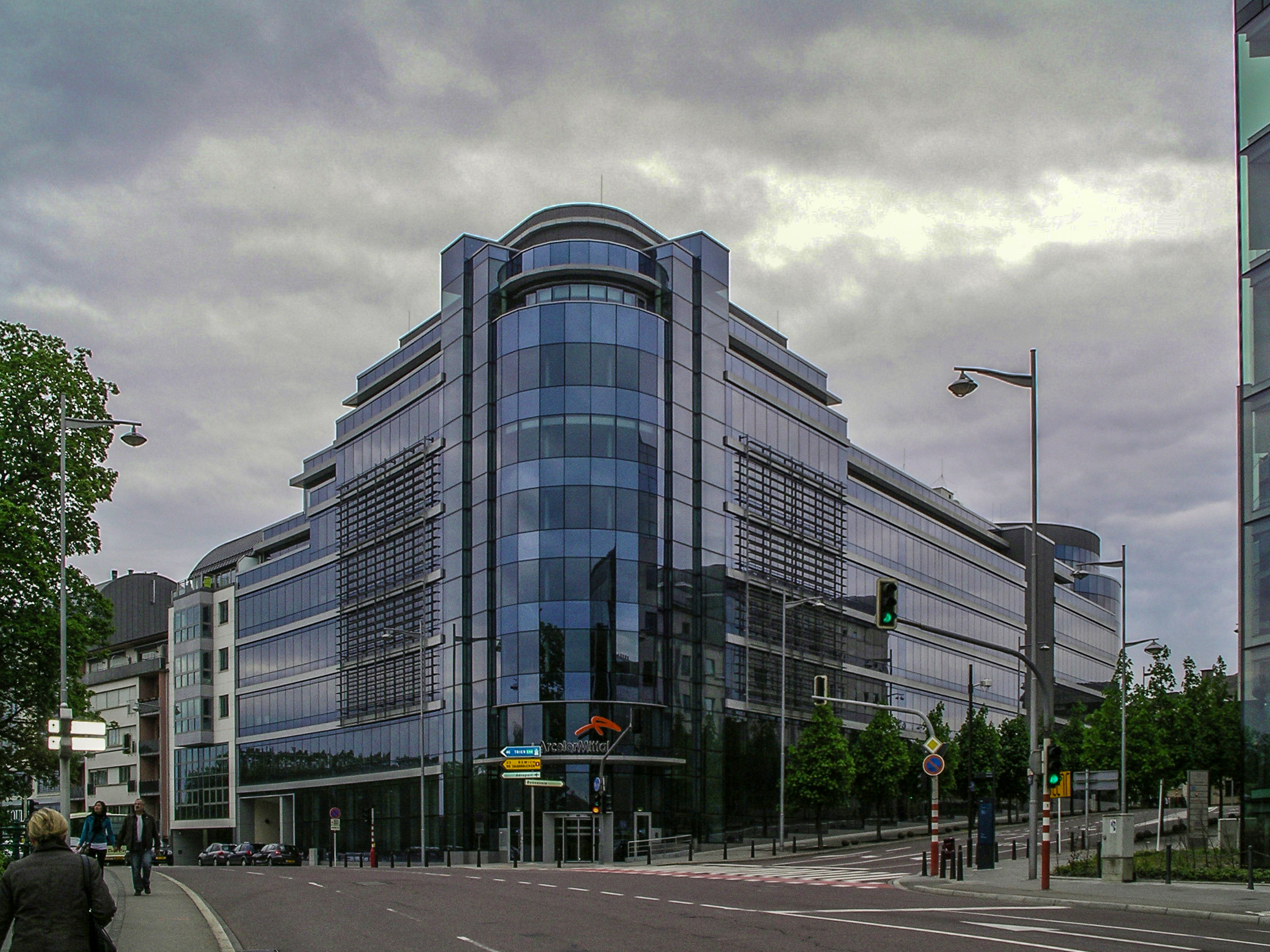
Neuer Verwaltungssitz-Teil in der Nähe des anderen

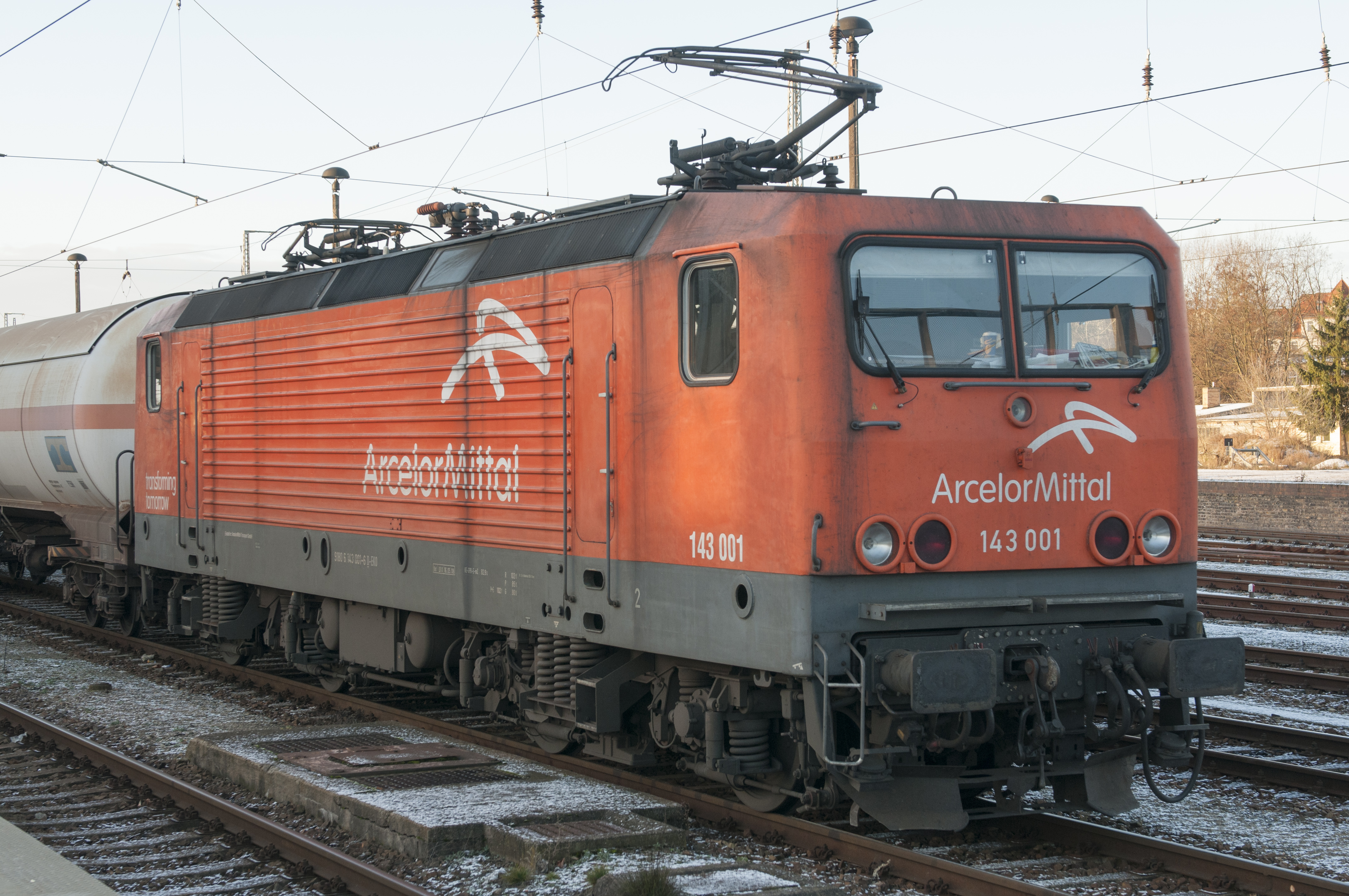
E-Lokomotive der ArcelorMittal, ehemalige Versuchslok der DR-Baureihe 243

Die ArcelorMittal S.A. ist ein börsennotierter Stahlkonzern mit Sitz in Luxemburg. Er ging 2007 aus der niederländischen Mittal Steel Company und der luxemburgischen Arcelor hervor.
Offizieller Unternehmenssitz ist zwar Luxemburg, tatsächlich wird ArcelorMittal jedoch von London aus geleitet.
Das Unternehmen verfügt über rund 60 Werke in mehr als zwei Dutzend Staaten, beschäftigte nach der Fusion 2007 rund 320.000 Mitarbeiter und produzierte 110 Mio. Tonnen Stahl bei einem Umsatz von 105 Mrd. US-Dollar. ArcelorMittal ist der weltweit zweitgrößte Stahlproduzent, seine Produktion übertrifft die der nächstgrößten europäischen Konkurrenten Thyssenkrupp und Acerinox bei weitem. 2020 produzierte er 78 Millionen Tonnen Rohstahl und ist einer der führenden multinationalen Konzerne, 2018 auf Platz 152 der Fortune Global 500 und Platz 31 des Toxic 100 Index.

## Geschichte
Die Mittal Steel Company N.V. aus Rotterdam, der vor der Fusion größte Stahlproduzent der Welt, hatte die Arcelor S.A., den ursprünglich zweitgrößten Stahlproduzenten der Welt, am 27. Januar 2006 mit einer Übernahmeofferte im Wert von 18,6 Milliarden Euro überrascht. Es folgte eine heftige Kontroverse – die in Luxemburg ansässige multinationale Arcelor-Gruppe versuchte zunächst mit allen Mitteln, eine feindliche Übernahme zu verhindern, akzeptierte jedoch am 25. Juni 2006 das auf rund 26 Milliarden Euro erhöhte Angebot des Konkurrenten. Im Laufe des Jahres 2007 wurde die Fusion der beiden Unternehmen erfolgreich abgeschlossen: Die beiden Hauptversammlungen von Arcelor und Mittal beschlossen am 5. November 2007 in Luxemburg offiziell die Fusion der beiden ehemals selbständigen Unternehmen. Die erste Börsennotierung der neuen Aktien erfolgte am 13. November 2007. Im Januar 2016 lag der Börsenwert der ArcelorMittal S.A. bei ca. 5,7 Milliarden Euro, dies ist ein Minus von mehr als 90 Prozent seit der Fusion 2007.
Die Wirtschafts- und Finanzkrise ab 2009 hat Arcelor-Mittal stark getroffen; 2009 halbierte sich der Umsatz und das Ergebnis war deutlich negativ. Kaum besser erging es den Konkurrenten thyssenkrupp, Outokumpu und Acerinox, die ebenfalls hohe Verluste im Edelstahlbereich hinnehmen mussten, allerdings schnitten die Wettbewerber in diesem Jahr besser ab. So konnten sie anders als Arcelor-Mittal in den ersten neun Monaten des Jahres 2010 bereits das Umsatzniveau aus dem Gesamtjahr 2009 übertreffen. Die Schwäche bei Arcelor-Mittal wird auch an ihrem sinkenden Marktanteil deutlich. Die Luxemburger fielen, gemessen am Umsatz, hinter thyssenkrupp und den spanischen Acerinox auf Platz drei zurück und könnten auch noch von der finnischen Outokumpu überholt werden, die ihren Marktanteil mit einer aggressiven Preispolitik ausbaut.
Mit Wirkung vom 23. September 2013 zog die Deutsche Post AG anstelle von ArcelorMittal in den EURO STOXX 50 ein.
2018 erwarb ArcelorMittal den italienischen Stahlproduzenten Ilva. Aus kartellrechtlichen Gründen wurden die ArcelorMittal-Stahlwerke in Ostrava, Galați, Skopje und Piombino an die britische Liberty House Group verkauft.
Am 28. September 2020 wurde bekanntgegeben, dass das Unternehmen das US-Geschäft für 1,4 Mrd. Dollar an Cleveland-Cliffs verkauft.
Im April 2022 wurde die Übernahme von 80 Prozent des Eisenpelletswerks in Corpus Christi in Texas von der Voestalpine bekannt.

## Unternehmensführung
Ein gemeinsames Management wurde am 4. August 2006 ernannt. Neben dem ersten Vorstandsvorsitzenden Roland Junck gehörten dem Board außerdem Aditya Mittal als Finanzvorstand, Michel Wurth, Davinder Chugh, Malay Mukherjee und Gonzalo Urquijo an. Roland Junck trat allerdings wenige Monate später, am 6. November 2006, von seinem Posten zurück. Daraufhin übernahm Lakshmi N. Mittal den Vorsitz. Ende 2006 hatte außerdem Davinder Chugh den Vorstand verlassen.
Am 4. Dezember 2009 beschloss der Regierungsrat Luxemburgs, den Wirtschafts- und Außenhandelsminister Jeannot Krecké in den Verwaltungsrat zu entsenden. Er ersetzte damit Georges Schmit. Das Luxemburger Wort kommentierte:

„Dass ein amtierendes Regierungsmitglied in einem Aufsichtsrat vertreten ist, ist ein einmaliger Vorgang und deutet auf ein wachsendes Misstrauen zwischen dem Staat als zweitgrößtem Einzelaktionär und dem Hauptanteilseigner Lakshmi Mittal hin.“

Größter Einzelaktionär war 2009 die Familie Mittal mit 40,83 % der Aktien bzw. 42,22 % der Stimmrechte, zweitgrößter der luxemburgische Staat mit lediglich 2,5 % der Aktien bzw. 2,58 % der Stimmrechte.
Mit John Castegnaro, ehemals Präsident des OGBL, schied im Frühjahr 2010 der letzte von vormals drei Vertretern der Beschäftigten aus dem Verwaltungsrat aus.

## Unternehmenspolitik
ArcelorMittal verhandelte Anfang 2010 mit dem Wettbewerber BHP Billiton über eine Zusammenlegung der Eisenerzaktivitäten in Liberia und Guinea. Ein mögliches Joint Venture hätte die Wettbewerbsfähigkeit der Eisenerz- und Infrastrukturbereiche in den beiden Ländern stärken können.
ArcelorMittal wurde 2010 von der Wettbewerbsbehörde der EU wegen verbotener Kartellabsprachen ein Bußgeld von rund 276 Millionen Euro auferlegt.
Im Jahre 2011 kündigte die Geschäftsleitung Schließungen und Umstrukturierungen für Werke in Luxemburg an. Am 12. Oktober 2011 gab die Direktion in Lüttich bekannt, dass die Warmwalzwerke in Seraing und Ougrée abgeschaltet werden sollen.
Ende 2011 hat der Konzern wegen zurückgegangener Nachfrage weltweit Kapazitäten heruntergefahren und zeitweise oder für immer stillgelegt.
2016 halten die großen Ratingagenturen die Schuldverschreibungen des Konzerns für riskante Investitionen; vier von 25 Hochöfen wurden seit der Fusion von 2007 bereits stillgelegt; der Konzern hat ein Sparprogramm angekündigt.

### Deutschland
In Deutschland hat ArcelorMittal vier Produktionsstandorte mit Roheisen- bzw. Rohstahlerzeugung. Diese Standorte sind Hamburg (Elektrostahl mit Direktreduktionsanlage) mit 548 Mitarbeitern (Stand 2012), Duisburg (LD-Stahl, Knüppel und Walzdraht) und die integrierten Hüttenwerke ArcelorMittal Bremen und ArcelorMittal Eisenhüttenstadt. Im Februar 2010 wurde die Investition von 100 Millionen Euro in das Stahlwerk Bremen angekündigt. Zur Sicherung der Versorgung mit dem für die Stahlproduktion erforderlichen Koks wurde am 1. Juni 2011 die Kokerei Prosper in Bottrop von der RAG übernommen. Ende 2009 wurde die Deutschland-Zentrale (Distribution Solutions) von Ratingen nach Köln verlegt. Der Bereich Distribution Solutions betreibt den lagerhaltenden Stahlhandel in Europa. Allein in Deutschland verfügt dieser über 28 Niederlassungen.
Im Juni 2025 gab der Konzern den Rückzug aus dem bevorstehenden Vorhaben zur Produktion grünen Stahls in Bremen und Eisenhüttenstadt bekannt. Entsprechende Verträge sahen dessen öffentliche Förderung in Milliardenhöhe vor.

### Luxemburg
In einem Stahltripartite genannten Treffen des Unternehmens mit den Gewerkschaften und der Luxemburger Regierung am 14. Dezember 2011 wurde der Restrukturierungsplan «Lux2011» bis März 2012 verlängert. Damit wurde die Cellule de reclassement (CDR), in der zu diesem Zeitpunkt 600 Stahlarbeiter beschäftigt waren, weitere drei Monate zu den vereinbarten Bedingungen fortgeführt, wobei der Staat den größten Teil der Löhne übernahm.

## Vorgängerunternehmen
- Ispat International
  - Mittal Steel Company
    - International Steel Group
      - Bethlehem Steel
      - Republic Steel
      - LTV-Steel
- Arcelor
  - Aceralia
  - Usinor
  - ARBED

## Werke (Auswahl)
- ArcelorMittal Bremen
- ArcelorMittal Eisenhüttenstadt
- ArcelorMittal Hamburg
- ArcelorMittal Duisburg
  - Werk Hochfeld (2013 geschlossen)

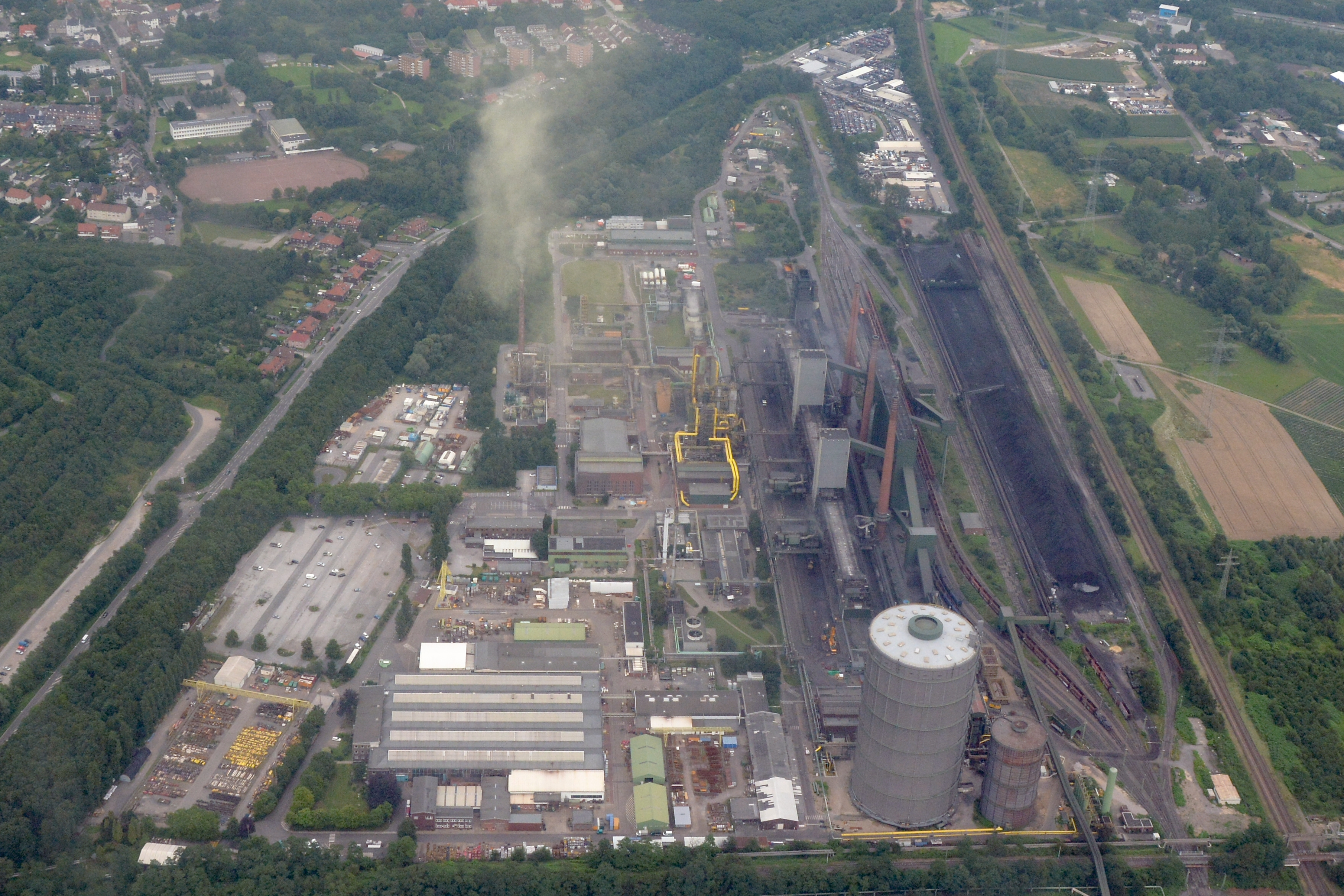
Kokerei Prosper in Bottrop

  - Werk Ruhrort (vormals Phoenix-Hütte), seit Ende 2020 Bestandteil der Route der Industriekultur, Themenroute 27: Eisen & Stahl[30]
- Kryworischstal, Krywyj Rih, Ukraine
- Huta Katowice, Polen
- Huta im. T. Sendzimira (vormals Huta im. Lenina – Leninhütte), Polen (2019 vorübergehend geschlossen)
- Stahlwerk Hunedoara, Rumänien
- Karmet, Temirtau, Kasachstan
- Gijón, Spanien